# István Haller (gouverneur)
István Haller de Hallerkő (rond 1657 - Nagyszeben, 2 mei 1710) was een Transsylvaanse oppergespan en gouverneur van Zevenburgen van 1709 tot 1710. 
Hij stamde uit het geslacht Haller en was de zoon van János Haller, die eveneens oppergespan was, en Kata Kornis. Toen Zevenburgen onder Habsburgse heerschappij kwam te staan, werd Haller een vertrouweling aan het Weense hof. In 1699 ontving hij de titel van baron, pas na zijn dood kregen hij en zijn familie de titel van graaf. Na de dood van György Bánffy in 1708 werd hij gouverneur van Zevenburgen.